# ジャンク品 (パーソナルコンピュータ)

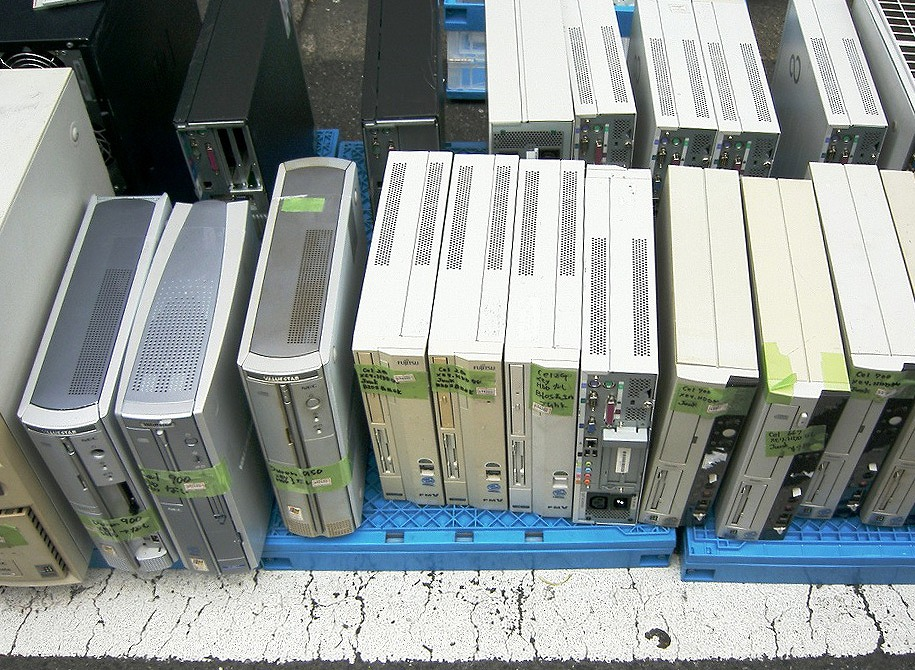
秋葉原のジャンクショップ店頭に並べられているジャンクPC

ここではジャンク品（ジャンクひん、junk）のうち、パーソナルコンピュータ（パソコン）関係のジャンク品について説明する。

## 概要
自作パソコンのパーツ店などでは
- 故障品（電源が入らない・入っても動作しないなど）
- 旧規格になって利用価値が落ちた製品
- 未開封の売れ残り商品
- 傷有り品
- 動作未確認の品

などを「ジャンク品」と称して販売していることがある。販売者が「正常な動作を保証しない、保証外の品物」という意味合いでジャンク品という言葉が使われることが多い。
明らかに破損している場合を除き、故障品と動作未確認品を見分けることは難しい。そのため、両方とも同じように販売されていることもある。動作未確認品は動作する可能性が残っているため、ジャンク品の中でも比較的高値で売られる傾向にある。
ジャンク品はマニア以外にはあまりなじみのない言葉でありさらに中古品と同程度の価格で売られていることもあるため、正常に動作するものと勘違いして購入した人と販売店との間でトラブルの原因になることがある。しかし、ジャンク品は前述のようにあくまでも動作を保証しない商品であるため、故障品、修理不可能であった場合を覚悟した上で購入する必要がある。
以前は、マニア向けの店でしかジャンク品は扱われなかったが、パソコンパーツ店で売られることが増え、また、対面販売ではないネットショッピングやインターネットオークションでも取引されるようにもなった。ドスパラなどのパソコンショップでも購入できる。パソコンショップ以外にハードオフ、および2nd STREET、Doki-Dokiなどのリサイクルショップなどでも入手できる。そのほか、秋葉原や大阪日本橋などの電気街で入手できる。
また、近年では減少傾向ではあるがPCショップやメーカーでさえ「何に使うか分からないもの」が流通していることもある。メーカーや流通の倒産に伴う在庫の放出であったり、バッタ屋が介入し正規の流通ルートから外れ、用途・用法が全く不明になった上で最終的にジャンクショップへ流れ着く場合がある。
本来は組み込み機器の部品や保守パーツであったりするものだが、このような品は販売店でも検証手段がなく、用途不明品/返品不可などとして販売されていることがある。これらは本来は非常に高額な品であったりするものもあるが、専門職でさえ見当が付かない物となるため購入の際はもちろん自己責任となる。

## ジャンク品の流通方法について
ジャンク品の流通方法には以下のように色々なものがある。
- 産廃業者が直接販売する方法。店舗はなく、購入希望者が解体現場に出向き、作業員が了承すればその場で取引する。
- ジャンク品販売業者が、産廃業者から廃棄品を引き取り、店頭で販売するという方法。
- 中古取扱い店が、顧客から買い取った商品のうち、経年、動作不良、欠品、動作確認するほどの価値がない、動作確認できる環境がないなどの理由で、一般の方法では販売できないものを、ジャンクとして廉価で販売するという方法。
- 遺品整理業者が店頭やネットで販売するという方法。
- 個人が、インターネットオークションやフリーマーケットなどで、自らの不要品をジャンク品扱い、ジャンク品として販売するという方法。
- 店舗などの倉庫で在庫として長年眠っていた商品で、経年によるモデルチェンジや劣化などで一般の方法で販売できないものを、ジャンク品を取り扱う店舗に委託して販売するという方法。
- 同じく、店舗で在庫とされ、すでに販売できないものを店頭などに陳列し無償で譲渡するもの。「自由に持っていってよい」旨のPOPが貼られる[2]。
- 大手企業等で大量に使用された機材が運用終了に伴い中古市場に大量放出されるが､その用途や規格が通常のものではないため通常の中古流通に載せられずジャンク品として取り扱われることがある[3][4]｡

## ジャンク品に関する一般的な約束ごと
ジャンク品に関しては以下のように一般的な約束ごとがある。
- ジャンク品に関して説明書が付属している場合があるが､記載されているスペックは｢すべて正常であった場合｣を仮定したものであり部品取り等で使用されパーツが搭載されていない場合も多々起こりうる。
- そのままでは正常に使用できる確率は低い。動作に問題がある場合や、全く動作しないことがある。
- たいていのジャンク品は取扱い説明書・ケーブルなどの付属品・デバイスドライバなどを欠いており、仮に機器として故障していなくてもそのままでは実用に供せないこともあり得る。
- 特にパソコンなどの電子機器についてはジャンク品に流れている時点で生きているパーツは既にすべて取り外されている可能性がある｡
- ノートパソコンのジャンク品等はガワ（筐体）だけで判断して購入すると中身の基盤やディスプレイ等すべてが抜き取られており部品取りなどにも耐えないものがあることに注意を要する
- 販売者は原則として、動作を確認していないか、動作に不具合のあったものをジャンク品としている。付属品・外見などの状態は確認される場合が多い。また、商品に故障が予期される場合、接続した機器を破損する可能性があるため、動作確認を行うこと自体にリスクがある。
- 販売者側で動作を確認していても、故障時にメーカーの保証を受けられない。
- 販売者が、その商品に関して、正常使用可能であることを表記していても、あくまでそれが約束されているということではない。販売店の側で保証があったとしても、店頭のみもしくは購入後1～3日程度の短期間に設定される。
- 商品自体が明らかに説明に反していたりでもしない限り､返品、交換などは原則として受け付けられない。商品に関しての質問も基本的にはNGである[5]。
- ジャンク扱い・ジャンク品扱いとは、その商品をジャンク品として扱うとの意味であり未保証である。

## ジャンク品の利点
- 資源のリユースやリサイクルにつながるため、環境の保護やSDGS（持続可能な開発目標）につながる。
- 廉価で商品を手に入れることができる。
- 機器と機器を接続するためのケーブルなど､保守パーツなどの未使用品がジャンク品として取り扱われることもある｡新品にも関わらず非常に安価(状況によっては1円～10円)で入手ができる場合がある
- 経年のため一般の店舗で入手することが不可能、または珍しい、骨董品と呼べるようなものが手に入りやすい。稀に業務用ワークステーションなど個人では入手しにくいものも廉価で入手できる場合がある。
- 高価な電子部品を実装している場合、その部品を単体で買うより安価である場合がある。
- 利用する側に知識や技術（いわゆるスキル）が身に付く。

## ジャンク品の欠点
- 販売されているそのままの状態では正常に利用できない可能性が高い。
- 消費者がジャンク品に関する約束ごとを知らずに安易に購入し、その結果、後に色々なトラブルを起こす可能性がある。特に、ジャンクであるにも関わらず動作、動作保証を期待する購入者が多い。
- 専門知識のない一般人から見ると単なる粗大ゴミでしかないため、家人とトラブルとなる場合がある。
- 消耗部品の寿命や故障時の修理代金、あるいは廃棄にかかる費用を考えた場合、実質的にペイしない場合がある。
- 試験にて故障品と判明しているものをジャンク品（動作未確認）と偽り、販売することによって処分コストの回避及び利益を得る悪質な業者が存在する（主にインターネット通販、インターネットオークションにそのような業者やユーザーが散見されるが、この場合は故障品という事実を隠して販売のため景品表示法に触れる恐れがある）。
- 品物自体が適切ではない手段[6][7]によって流通しているものがある｡それらの中にはデータが完全に消去されておらず、データが残っていたりする場合もあり、実例として2019年12月には神奈川県庁で利用されていたHDDが不適切な処理を辿った結果、インターネットオークション経由にて27テラバイトにも及ぶ大量の個人情報流出を引き起こしたことが発覚、該当業者と契約している各都道府県庁や防衛庁が調査に乗り出す事態に発展した[8][9][10]｡

## 準ジャンク品とは

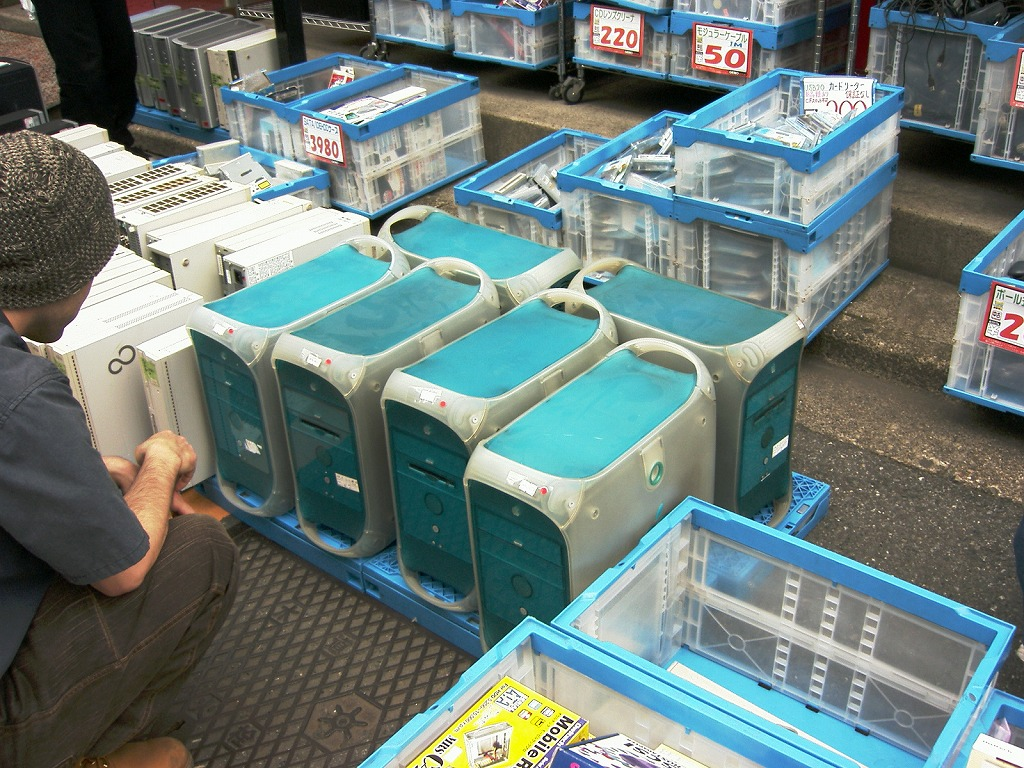
ハードディスクドライブや主記憶装置など、主要な部品を取り除いたG3を品定めする客・秋葉原のジャンクショップ店頭

インターネットオークションなどにしばしば「準ジャンク品」と表示された商品が出品されている。これは、製品本来の機能を発揮することはできないが、利用分野と目的を限定すればそれなりに使えるものを指す。店舗販売の場合、これらもジャンク品と扱われる場合も多い。（ただし、下記のようなものの場合ある程度使えたり実用品となる場合も多い）
色の具合が悪くなったモニタ（ディスプレイ）
色の表現を重視するゲームやデザインなどの用途には使えないが、サーバ管理端末やメール送受信・ワープロ・表計算など色の重視が必要ない目的であればまだまだ使える。
特定のポートが使えなくなったハブ
そのポート以外を通常通り使う。
経年劣化によりバッテリー駆動ができなくなったノートパソコンやタブレット､スマートフォンなどの電子端末
自由に持ち運ぶことはできないが、家の中でコンセントから届く範囲で電源をつないで使う。もしくはバッテリーを交換し利用する。
画面の破損したノートパソコン
ノートパソコンとしての使用は期待できないが､ディスプレイ部分をそのまま除去して外部モニタを接続し、据え置き（デスクトップ）専用機やファイルサーバー専用機として運用（あるいは代用）したり､破損したディスプレイ部分を互換品やニコイチなどで交換（あるいは移植）し、再生ノートパソコンとして延命利用する｡
ハードディスクドライブ（HDD）やソリッドステートドライブ（SSD）、光学式ドライブユニット（主にCD・DVD・BDの各種光学式ドライブユニット）、主記憶装置など、主要構成部品を取り除いた状態で販売されるパソコン
当該部品を新たに買って取り付ければ実用品となる。また､中には内部のパーツを全て取り外した上､アクアリウムや郵便受けなど､デザイン性を生かして全く別の用途に活用される例もある｡
なお、準ジャンク品として販売される商品の取り扱いは、多くの場合ジャンク品と同様である。つまり、そのままでの動作保証はなく、クレーム・返品などはできない。

## よくある誤解
よく似た語感の用語に「バルク品」というものがあるが、これとジャンク品とは全く異なるものである。バルク品は一言で「飾りのない生の新品」である。パソコンの中に組み込むために出荷された製品であり、本来は一般に小売りされるものではないため、製造メーカーに向けて梱包などを最小限にしている。バルク品を取り扱う店舗でジャンク品も取り扱われることもあるため、誤解されている場合がある。
また、中古品とジャンク品を混同している場合もある。中古品は、動作確認や多少の補修が行われており、あくまで実用上問題のない状態で販売される。製品によっては外見でジャンク品か中古品なのか見分けにくいものがあり、購入の際は状態を確認する必要がある。